# René Paulhan (aviateur)
Pour les articles homonymes, voir Paulhan.
Ne doit pas être confondu avec René Paulhan.
René Paulhan, né le 21 février 1907 à Paris et mort le 10 mai 1937 à Vélizy-Villacoublay, était un aviateur français. Fils du pionnier de l’aviation Louis Paulhan, il fut un célèbre pilote d'essai et de voltige durant l’Entre-deux-guerres. Il se tua lors de l’essai d’un prototype.